# 基隆市立銘傳國民中學
基隆市立銘傳國民中學（簡稱銘傳國中）是臺灣基隆市仁愛區的一所國民中學，亦為基隆市最早的國中。其校地原為日治時期的基隆尋常高等小學校，而基隆商業實踐學校於戰後在原小學校址復校，校名經多次改稱至今。

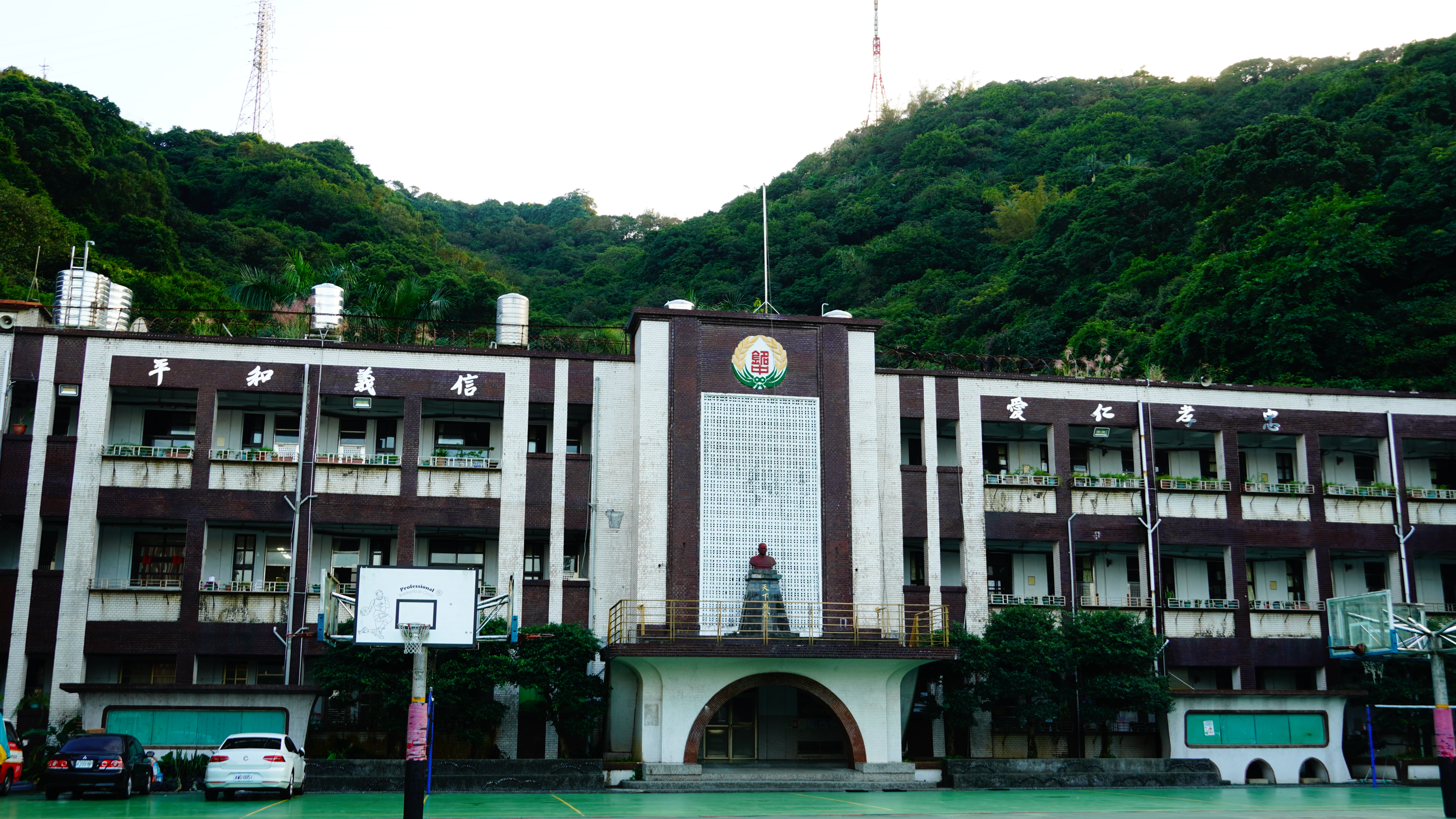
行政大樓

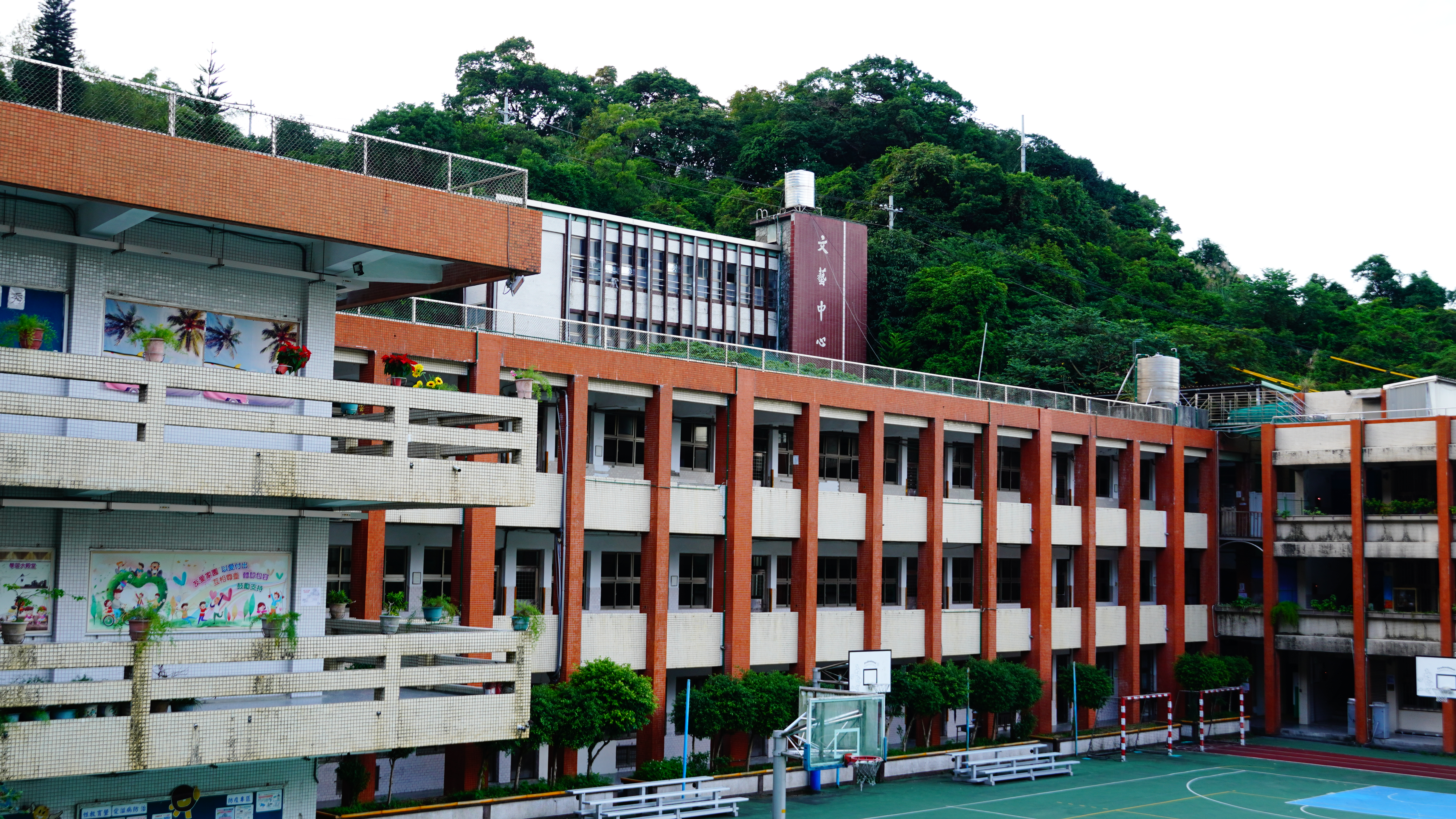
科學大樓及文藝大樓(現已拆除並改建)

## 校史

### 日治時期

#### 基隆尋常高等小學校
1897年10月，基隆國語傳習所設立。1898年10月，基隆國語傳習所改為基隆尋常小學校、基隆公學校，而小學校校舍在1899年10月完工後遷至田藔港庄70番地（雙葉町91番地，仁愛國小現址）。1902年10月，因增設高等科而改稱「基隆尋常高等小學校」。1926年，基隆尋常小學校、基隆尋常高等小學校分開設校，創校初期於現仁愛國小後山之木造教室上課，並於1932年遷至天神町（銘傳國中現址）。

#### 基隆商業實踐學校
基隆商業實踐學校源自1930年設立的「和洋裁縫講習所」，以義重町五丁目的照明寺作為上課地點。自1931年5月，講習所改至基隆神社東側的基隆夜學會（光隆家商前身）上課。1936年7月，講習所改為正式的學校「私立基隆技藝女學校」，校長為石坂莊作。1939年4月，改為「市立基隆家政女學校」，並在1940年遷到位於綠町的新校區（現址為基隆地方法院）。1945年5月，學校校舍遭美軍空襲炸毀。1945年8月，借用本校上課，並更名為「基隆市立女子初級中學」。

### 戰後
二戰後，以日人學生為主的小學校廢止，而基隆商業實踐學校因校舍損毀，故於1945年12月，在原小學校址以基隆市立女子初級中學為校名復校。自1947學年度兼收男學生，故改名為基隆市立初級中學。1951年改制為完全中學，改名為基隆市立中學，為當時基隆市唯一的中學。1957年8月，校本部遷至七堵（今明德國中），原校改為基隆市立中學分部。1958年，改為基隆市立第二初級中學。1968年8月，因實施九年國民教育，校名改為基隆市立銘傳國民中學。1973年8月，設立夜間部的補習學校。

## 校園特色

### 生物標本
銘傳國中校內的生物實驗室保存許多珍貴標本，收藏歷史逾半世紀。其中動物標本是1951年至1959年美援台灣的年代購置，撥補到全省各地學校。標本數量多達四十多種，包括保育類動物台灣黑熊、台灣藍鵲、藍腹鷴，另有台灣野兔、山羌、老鷹等。

### 雙語教育
2023年，成立雙語教學工作小組，組成教師社群共備及讀書會，營造雙語教育的環境。
與美國芝加哥、密西根州及印第安那州，三所學校持續線上交流互動。2023年7月3日到7月7日，由中華民國僑務委員會僑務顧問與海外青年文化大使諮詢導師胡玲玲老師帶領8位芝加哥青年，於銘傳國中舉辦為期一周的英語營隊。

### 籃球隊
國中籃球聯賽
男子組
| 學年度    | 級別 | 成績   |
| --------- | ---- | ------ |
| 106學年度 | 乙級 | 亞軍   |
| 108學年度 | 乙級 | 冠軍   |
| 109學年度 | 乙級 | 冠軍   |
| 110學年度 | 乙級 | 第四名 |
| 111學年度 | 乙級 | 冠軍   |
| 112學年度 | 乙級 | 冠軍   |
| 113學年度 | 乙級 | 冠軍   |

國中籃球聯賽
女子組
| 學年度    | 級別 | 成績   |
| --------- | ---- | ------ |
| 108學年度 | 乙級 | 第四名 |
| 109學年度 | 乙級 | 第四名 |
| 113學年度 | 乙級 | 冠軍   |

## 外部連結
- 基隆市立銘傳國民中學的Facebook專頁
- YouTube上的銘傳國中頻道